# Stanley Krippner
Pour les articles homonymes, voir Krippner.
 (novembre 2013).
Si vous disposez d'ouvrages ou d'articles de référence ou si vous connaissez des sites web de qualité traitant du thème abordé ici, merci de compléter l'article en donnant les références utiles à sa vérifiabilité et en les liant à la section « Notes et références ».
Stanley Krippner est un parapsychologue et universitaire américain, né à Edgerton (Wisconsin) le 4 octobre 1932.

## Biographie
Stanley Krippner est diplômé des universités du Wisconsin à Madison et de Northwestern, à Evanston dans l'Illinois, dans les années 1950 et 1960. Il est directeur du centre d'étude sur l'enfance de l'université d'État de Kent, Ohio, et directeur du laboratoire de recherche sur le rêve au Centre médical maïmonide (Brooklyn - New York). Il est professeur de psychologie, depuis 1972, à l'université Saybrook à San Francisco.

## Domaine de recherche
Il étudie la conscience, conduisant ses investigations dans le domaine des rêves, de l'hypnose, du chamanisme et la dissociation, en conservant une perspective multiculturelle, avec un accent sur les phénomènes réputés anormaux. Il étudie également l'usage des psychédéliques en art.

## Ouvrages
- En Français :
  - Les pouvoirs psychiques de l'homme - Stanley Krippner, éditions du Rocher, 1985.

- En Anglais :
  - avec Friedman, H.L., Mysterious minds: The neurobiology of psychics, mediums, and other extraordinary people, 2010.
  - avec Ellis, D.J. (dir.) Perchance to dream: The frontiers of dream psychology, 2009.
  - avec Combs, A., Chaos, complexity and the self-organizing brain, 2007.
  - Humanity’s first healers: Psychological and psychiatric stances on shamans and shamanism, 2007.
  - Spirituality across cultures, religions, and ethnicities, 2005.
  - avec Combs, A., Dream sleep and waking reality: A dynamical view of two states of consciousness, 1998.
  - avec & Doyle, J.L., The role of transpersonal psychology in psychology as a whole: A discussion, 1993.
  - "Energy medicine" in indigenous healing systems.
  - The interface between parapsychology and humanistic psychology, 1978.
  - avec Ullman, M., Telepathic perception in the dream state, 1974.
  - avec Arons, M., Creativity: Person, product, or process?, 1973.